# Liste der Mitglieder des US-Repräsentantenhauses aus Florida

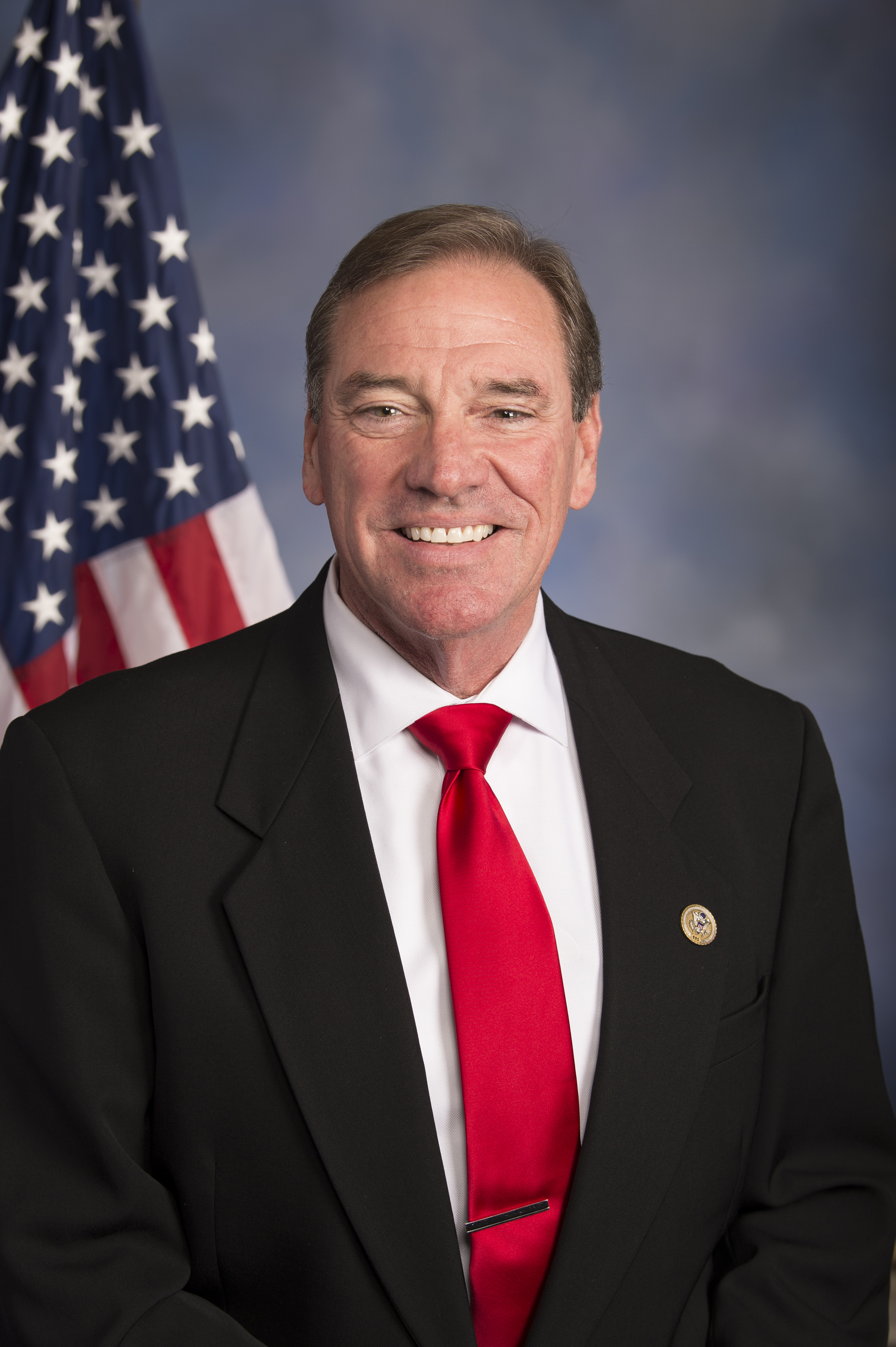
Neil Dunn, derzeitiger Vertreter des zweiten Kongresswahlbezirks von Florida

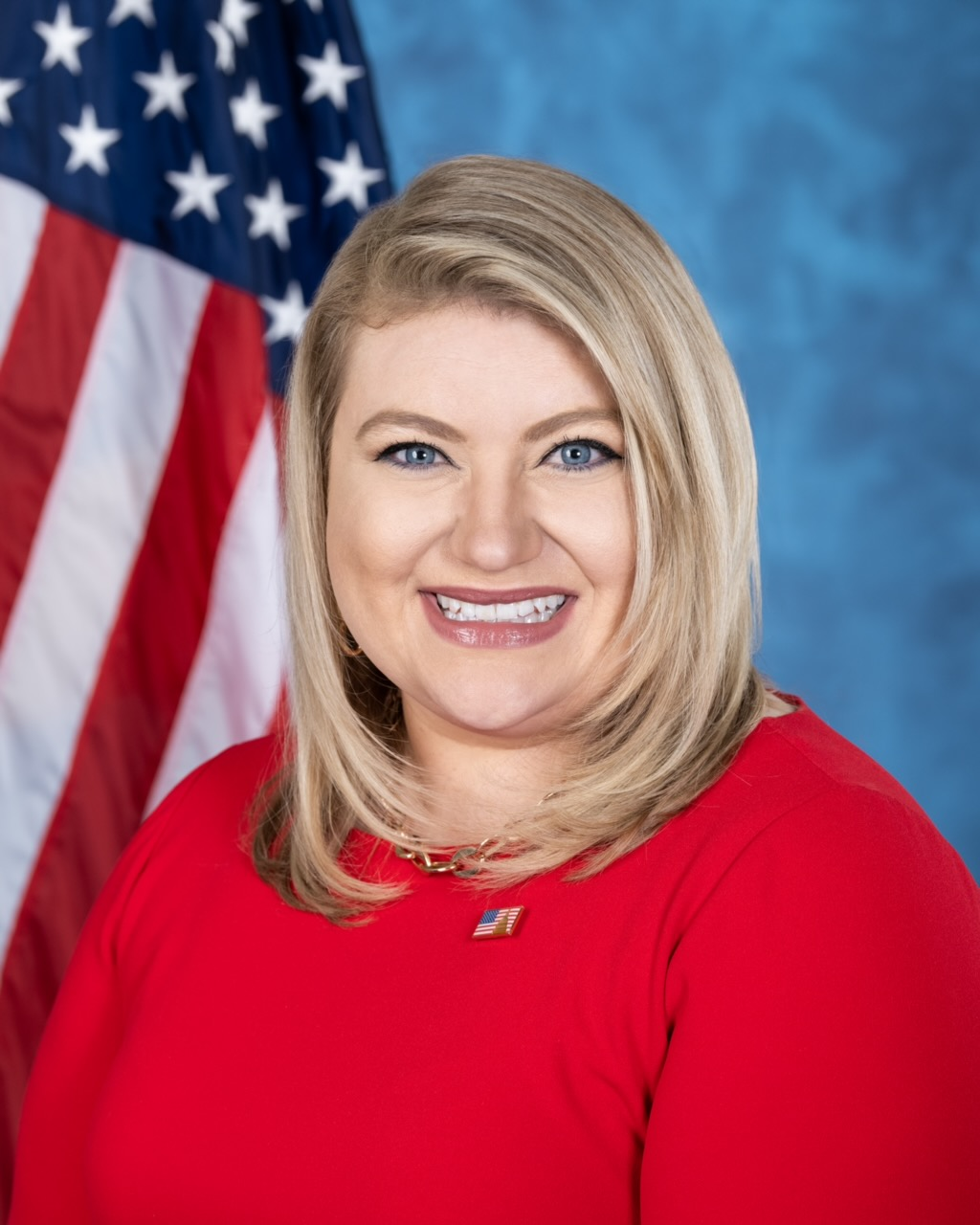
Kat Cammack, derzeitige Vertreterin des dritten Kongresswahlbezirks von Florida

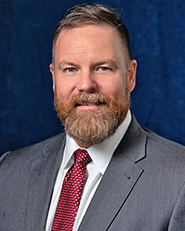
Aaron Bean, derzeitiger Vertreter des vierten Kongresswahlbezirks von Florida

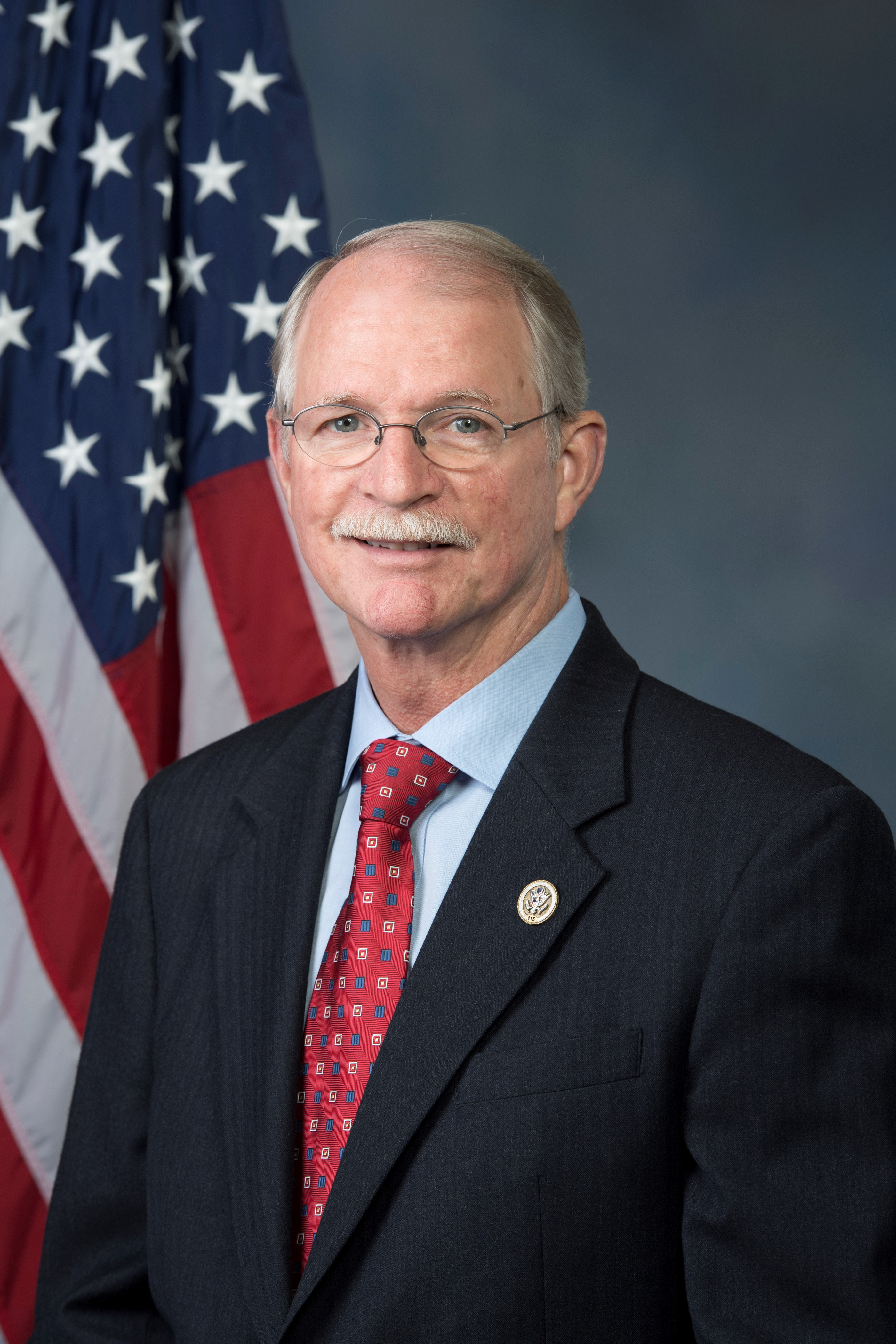
John Rutherford, derzeitiger Vertreter des fünften Kongresswahlbezirks von Florida

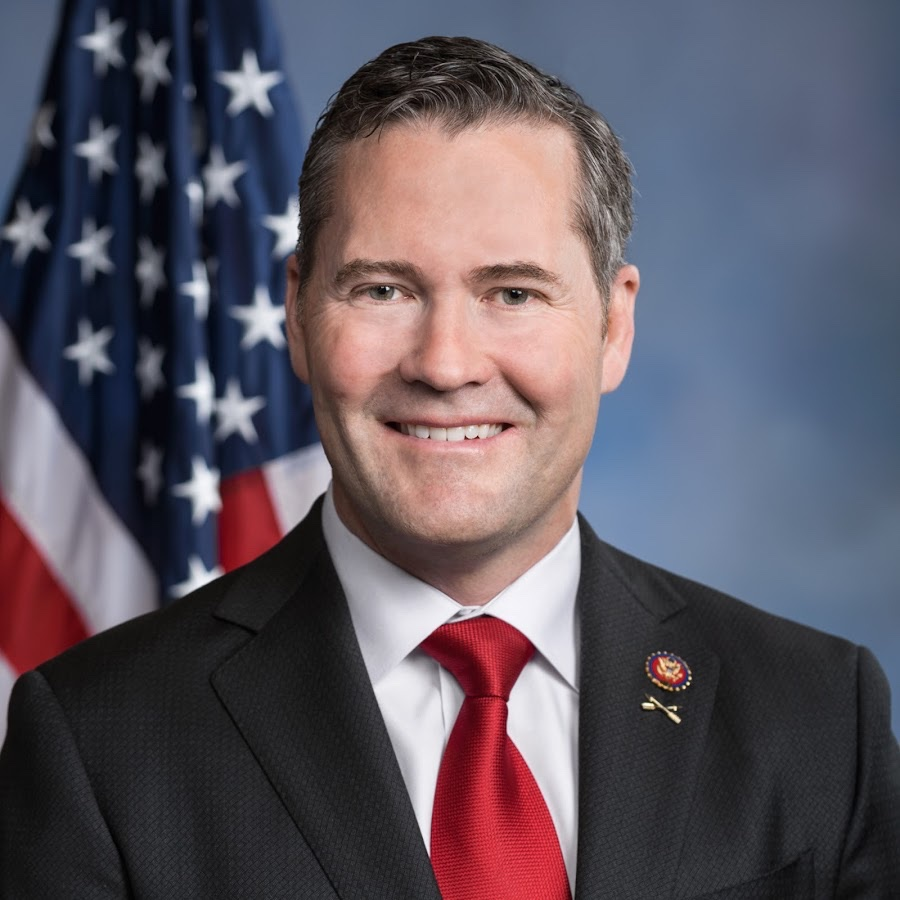
Michael Waltz, derzeitiger Vertreter des sechsten Kongresswahlbezirks von Florida

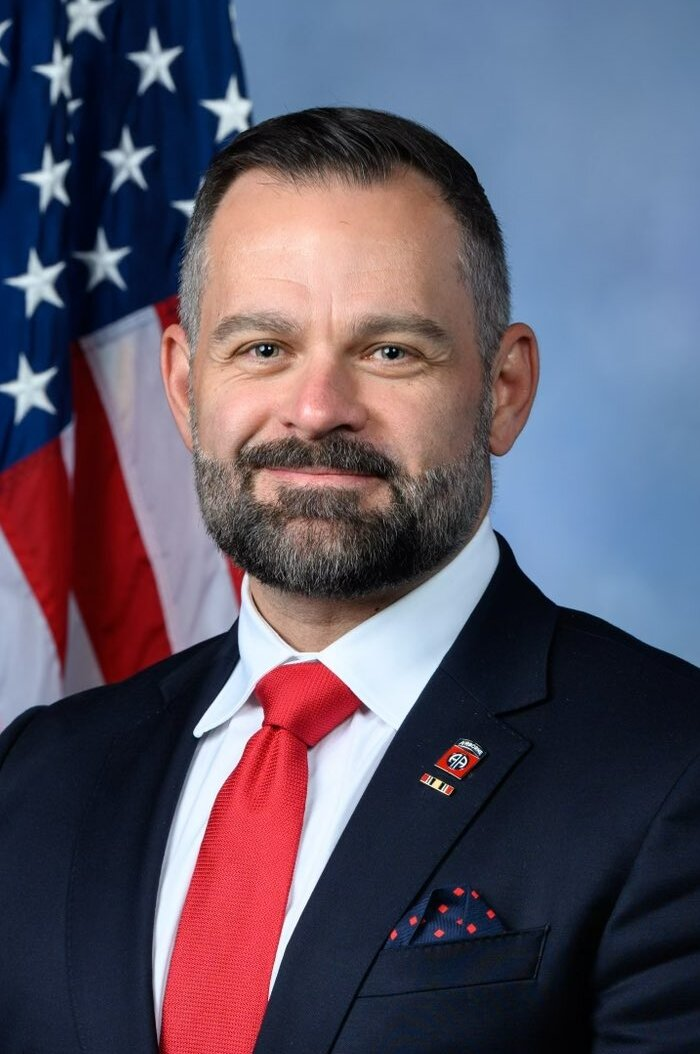
Cory Mills, derzeitiger Vertreter des siebten Kongresswahlbezirks von Florida

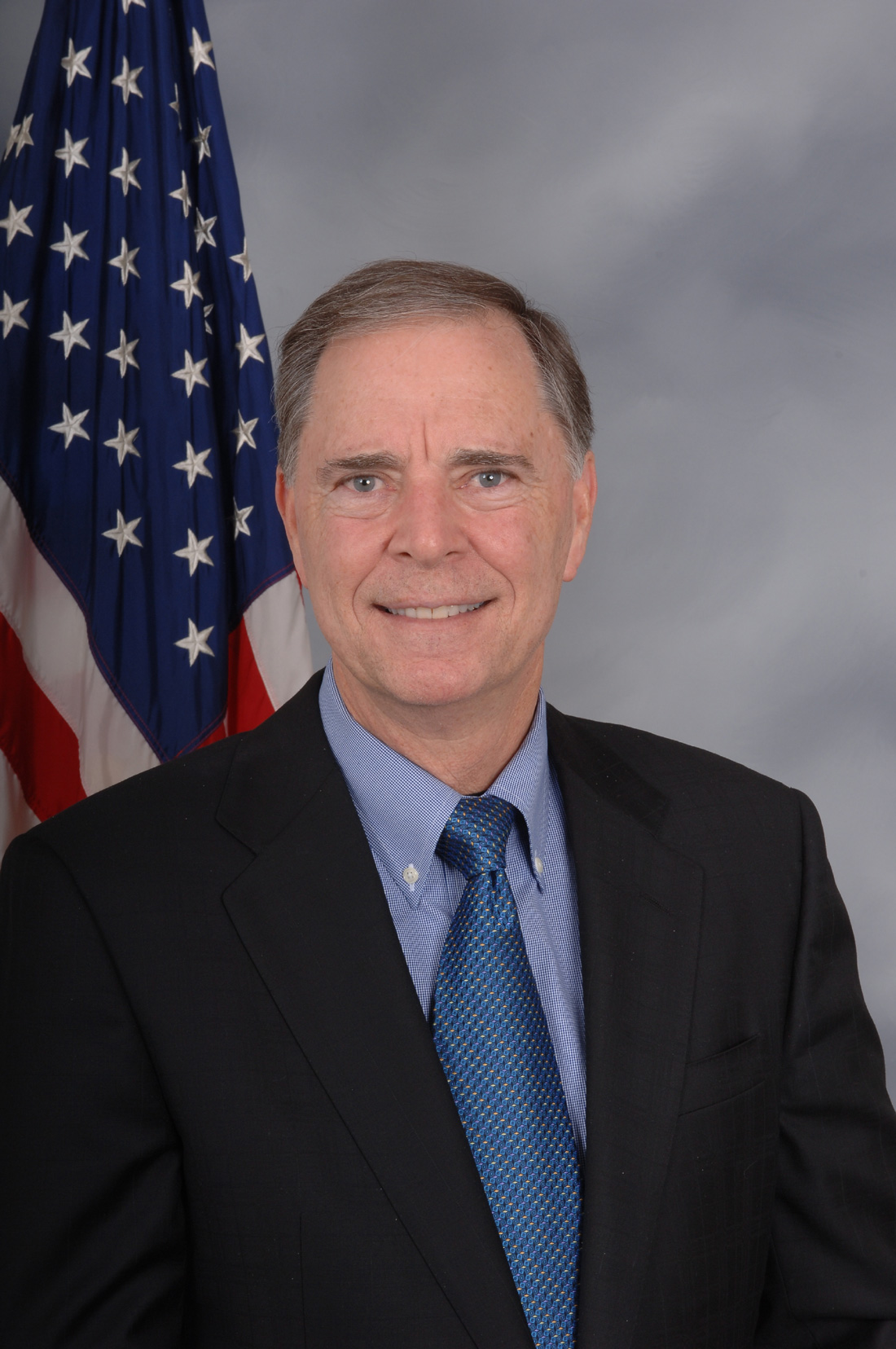
Bill Posey, derzeitiger Vertreter des achten Kongresswahlbezirks von Florida

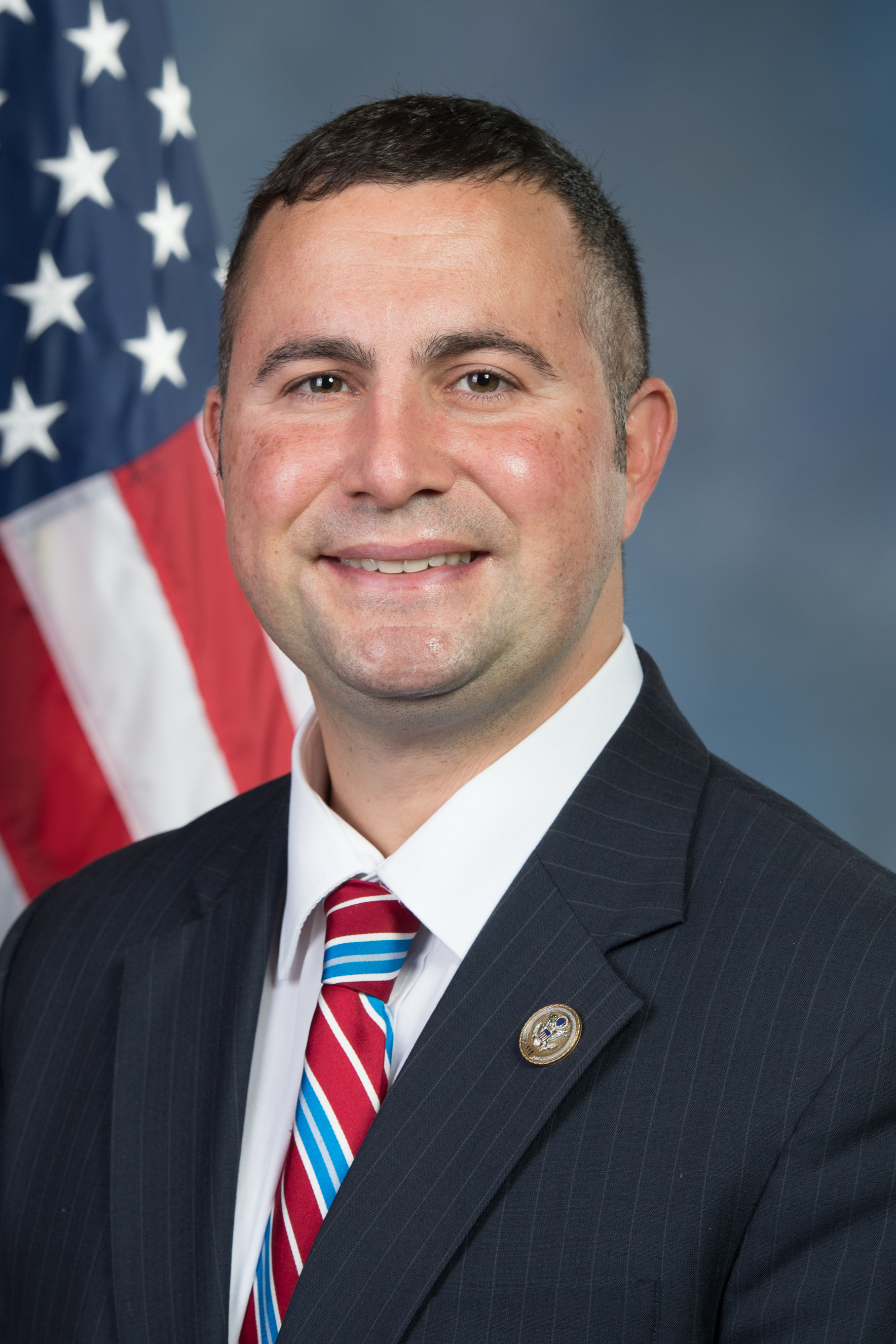
Darren Soto, derzeitiger Vertreter des neunten Kongresswahlbezirks von Florida

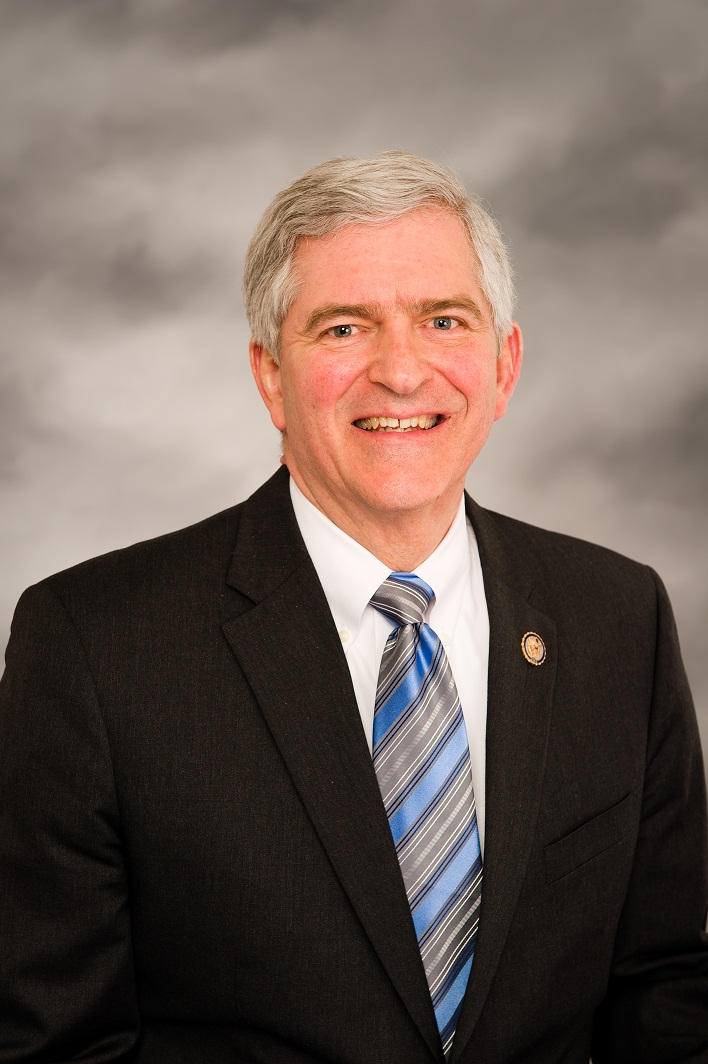
Daniel Webster, derzeitiger Vertreter des elften Kongresswahlbezirks von Florida

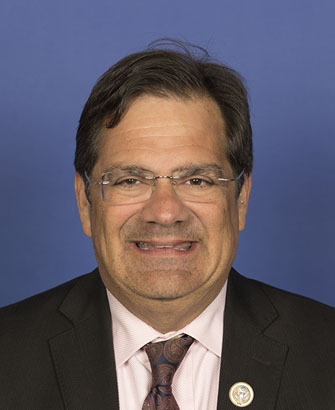
Gus Bilirakis, derzeitiger Vertreter des zwölften Kongresswahlbezirks von Florida

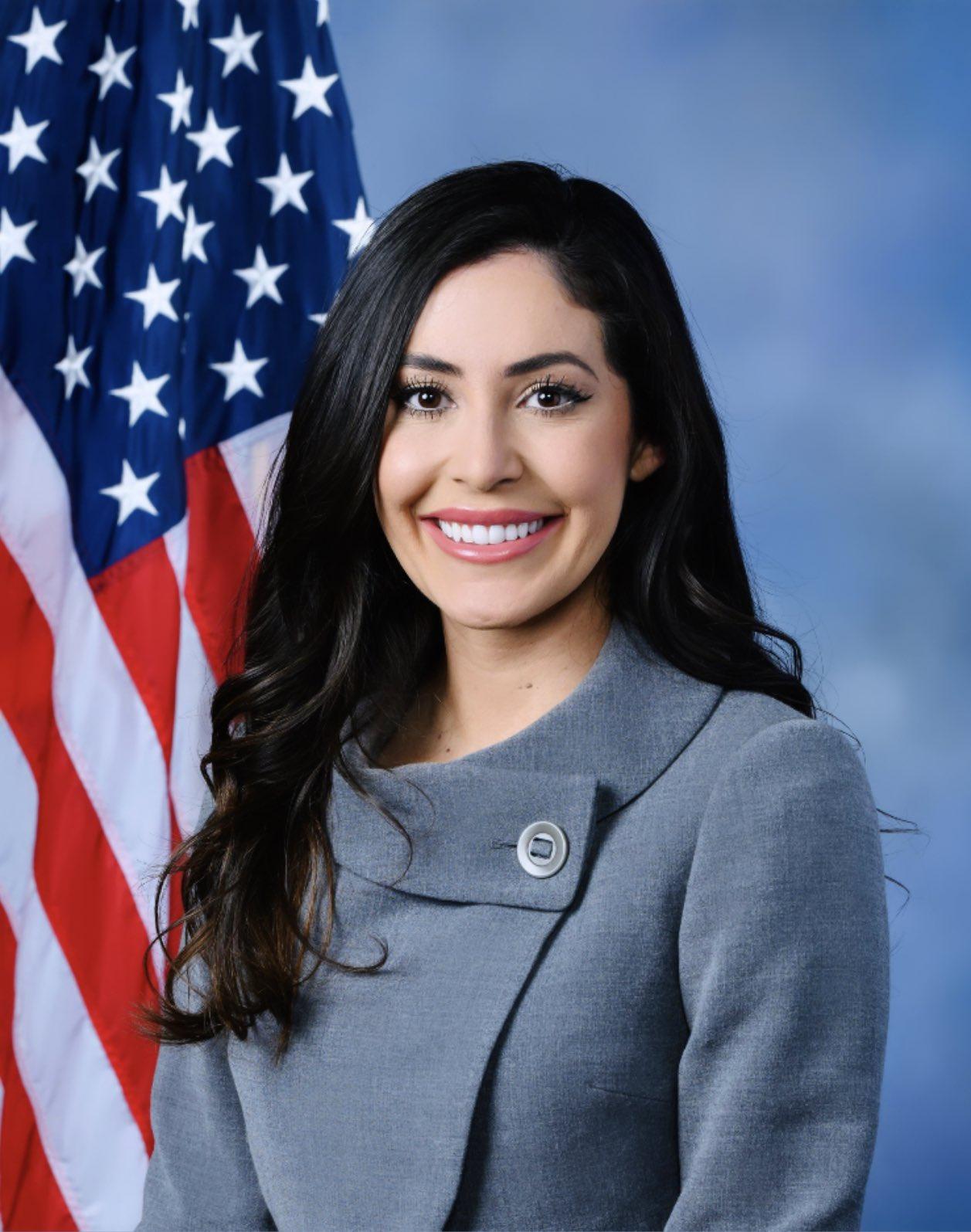
Anna Paulina Luna, derzeitige Vertreterin des 13. Kongresswahlbezirks von Florida

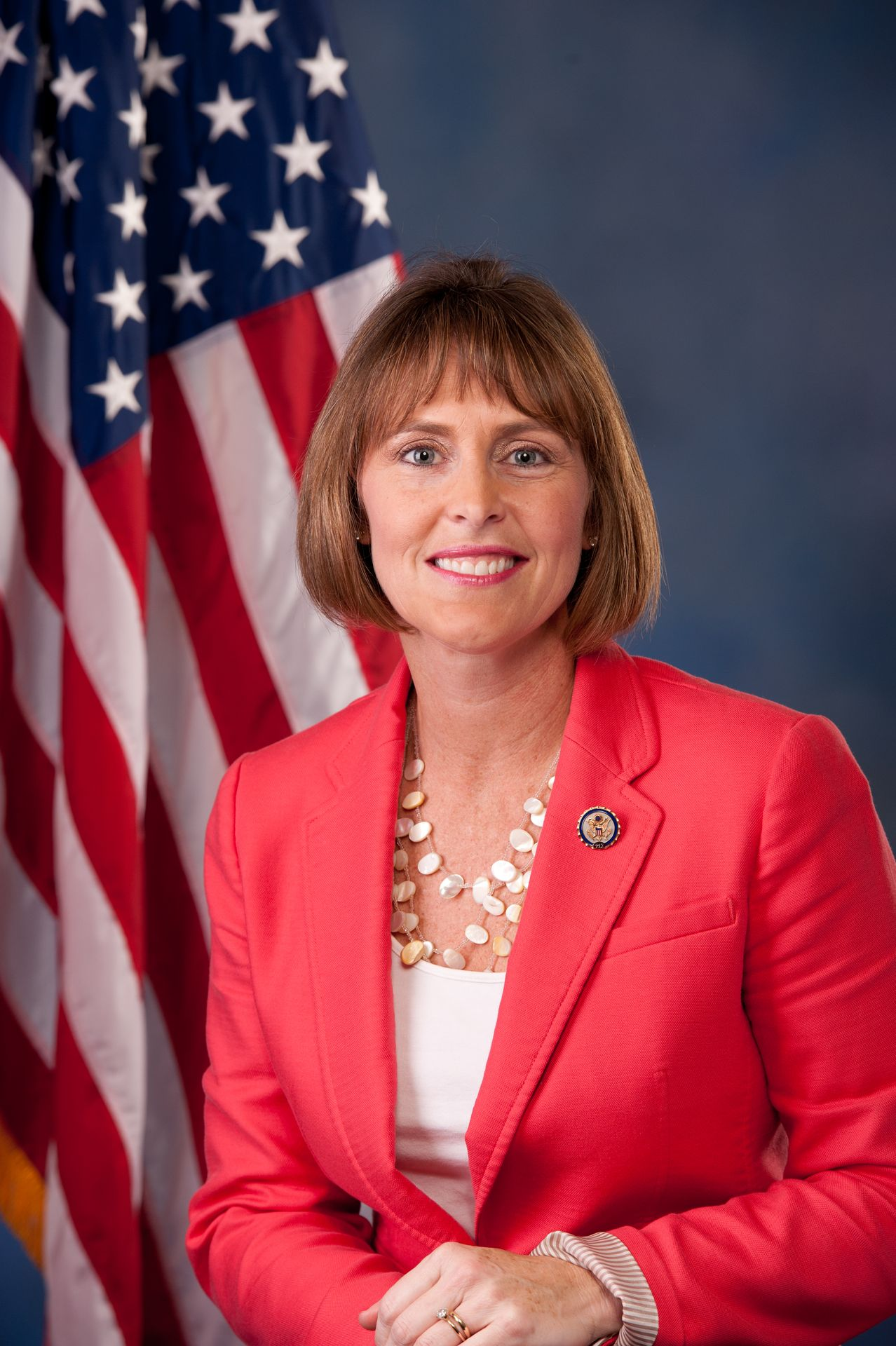
Kathy Castor, derzeitige Vertreterin des 14. Kongresswahlbezirks von Florida

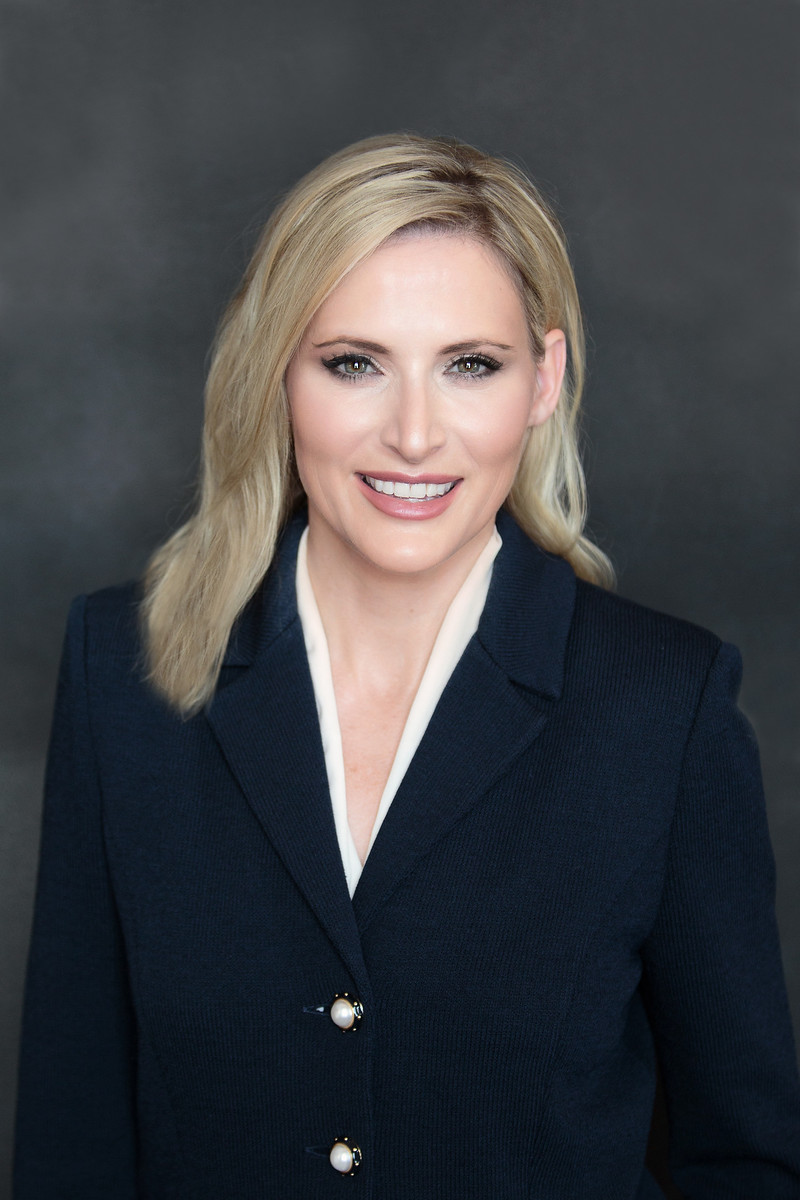
Laurel Lee, derzeitige Vertreterin des 15. Kongresswahlbezirks von Florida

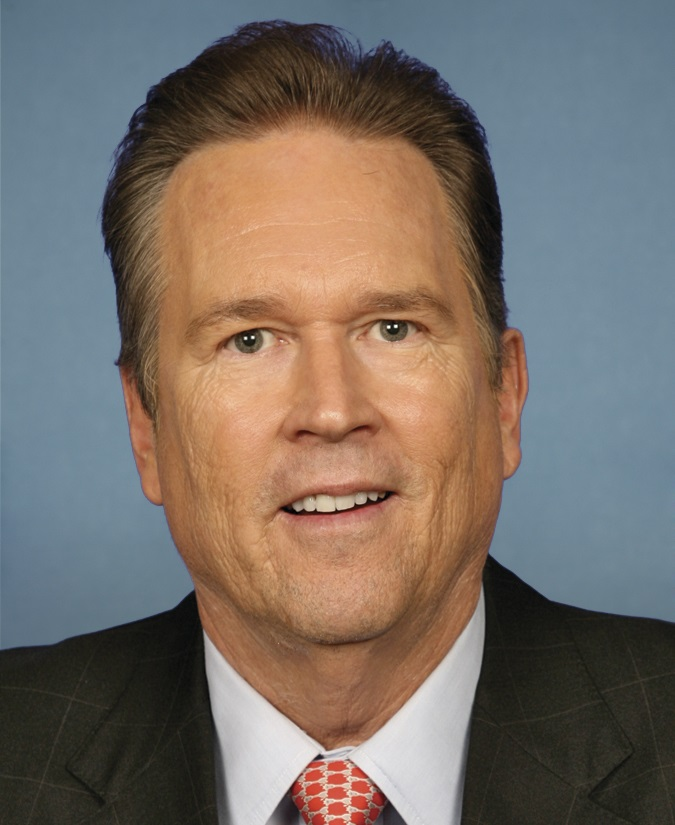
Vern Buchanan, derzeitiger Vertreter des 16. Kongresswahlbezirks von Florida

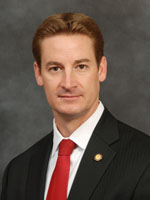
Greg Steube, derzeitiger Vertreter des 17. Kongresswahlbezirks von Florida

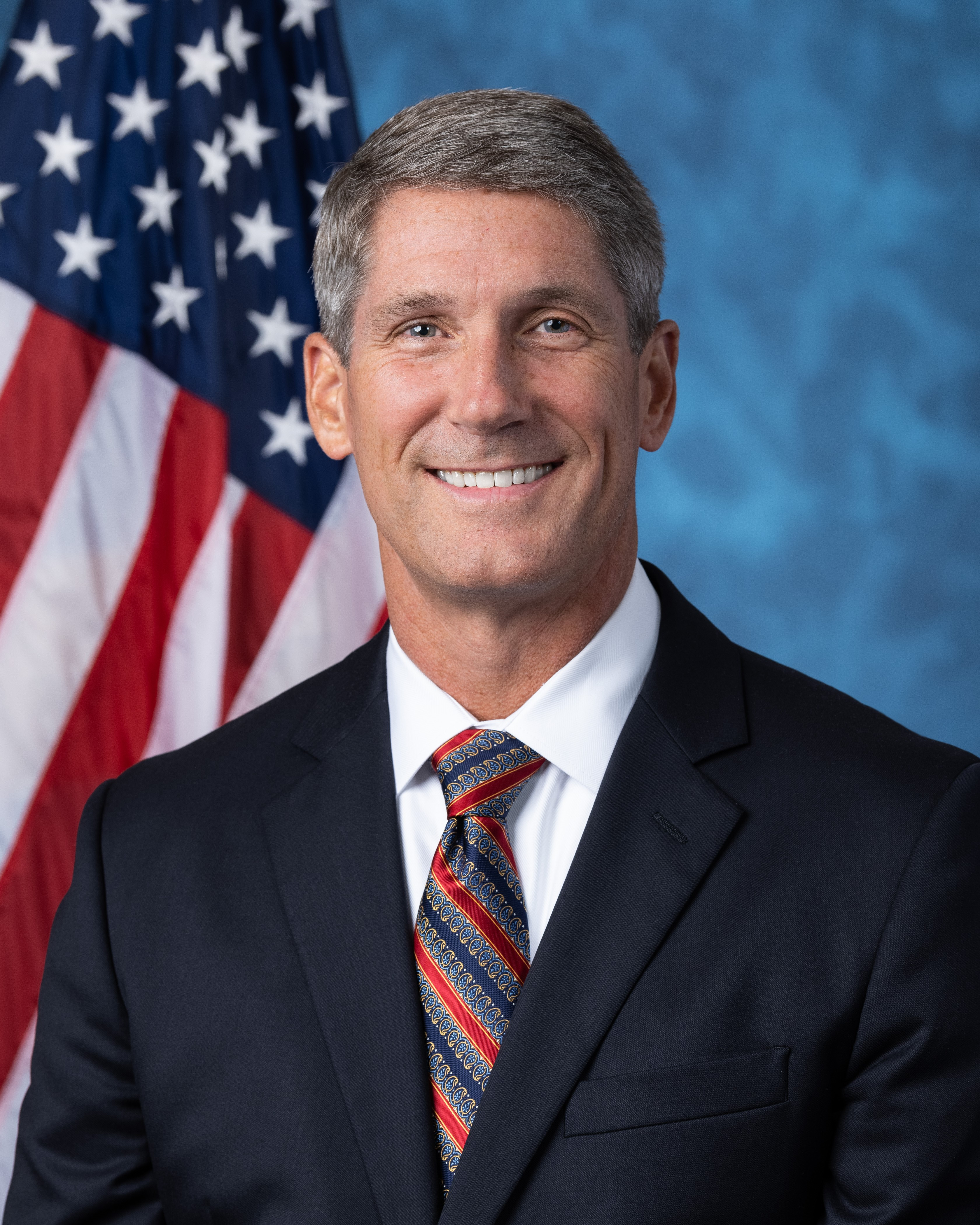
Scott Franklin, derzeitiger Vertreter des 18. Kongresswahlbezirks von Florida

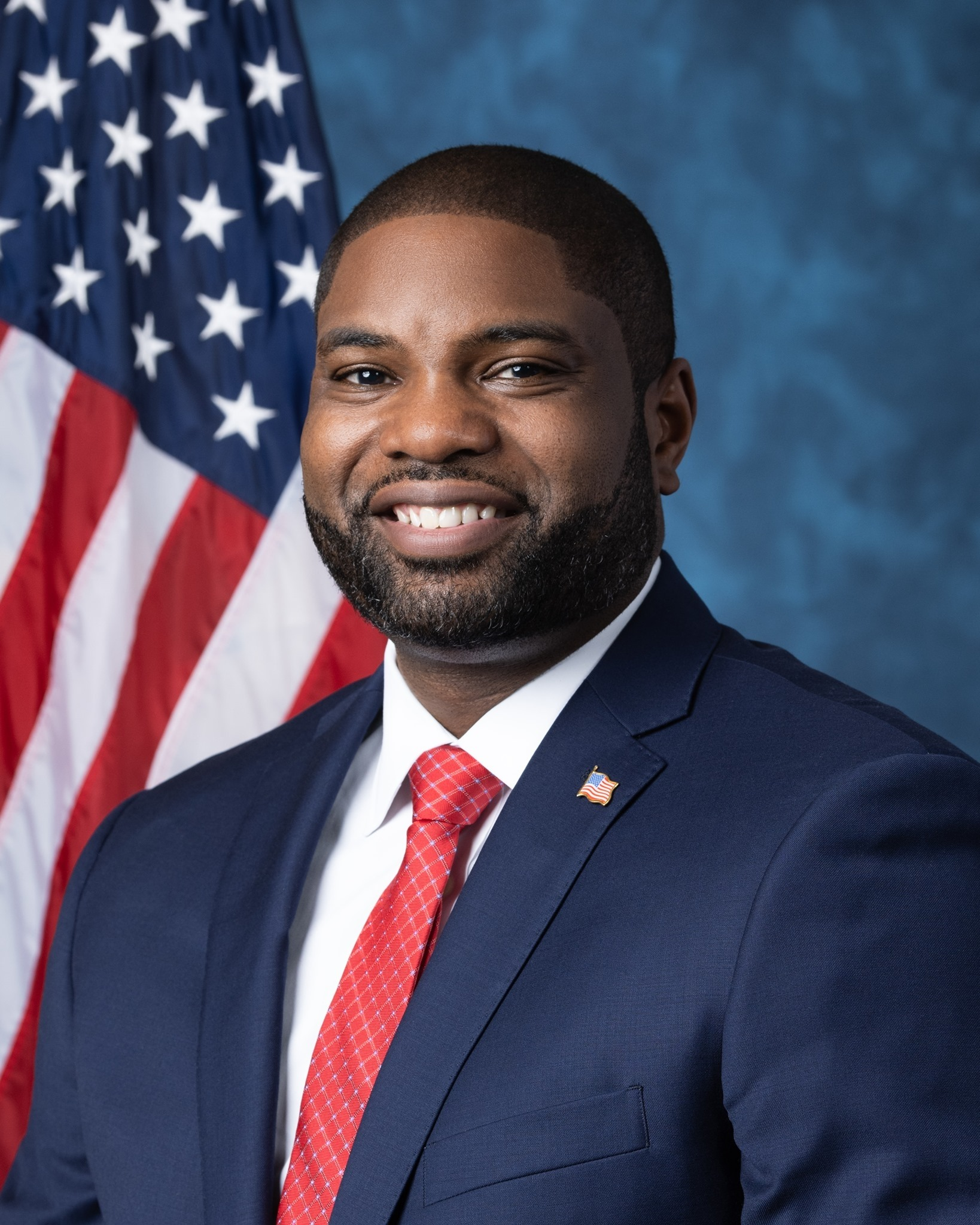
Byron Donalds, derzeitiger Vertreter des 19. Kongresswahlbezirks von Florida

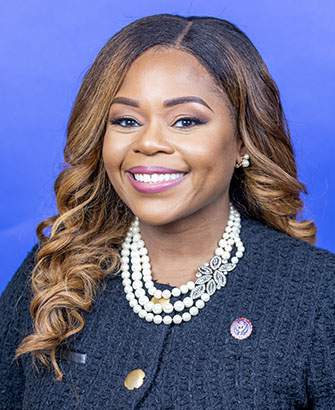
Sheila Cherfilus-McCormick, derzeitige Vertreterin des 20. Kongresswahlbezirks von Florida

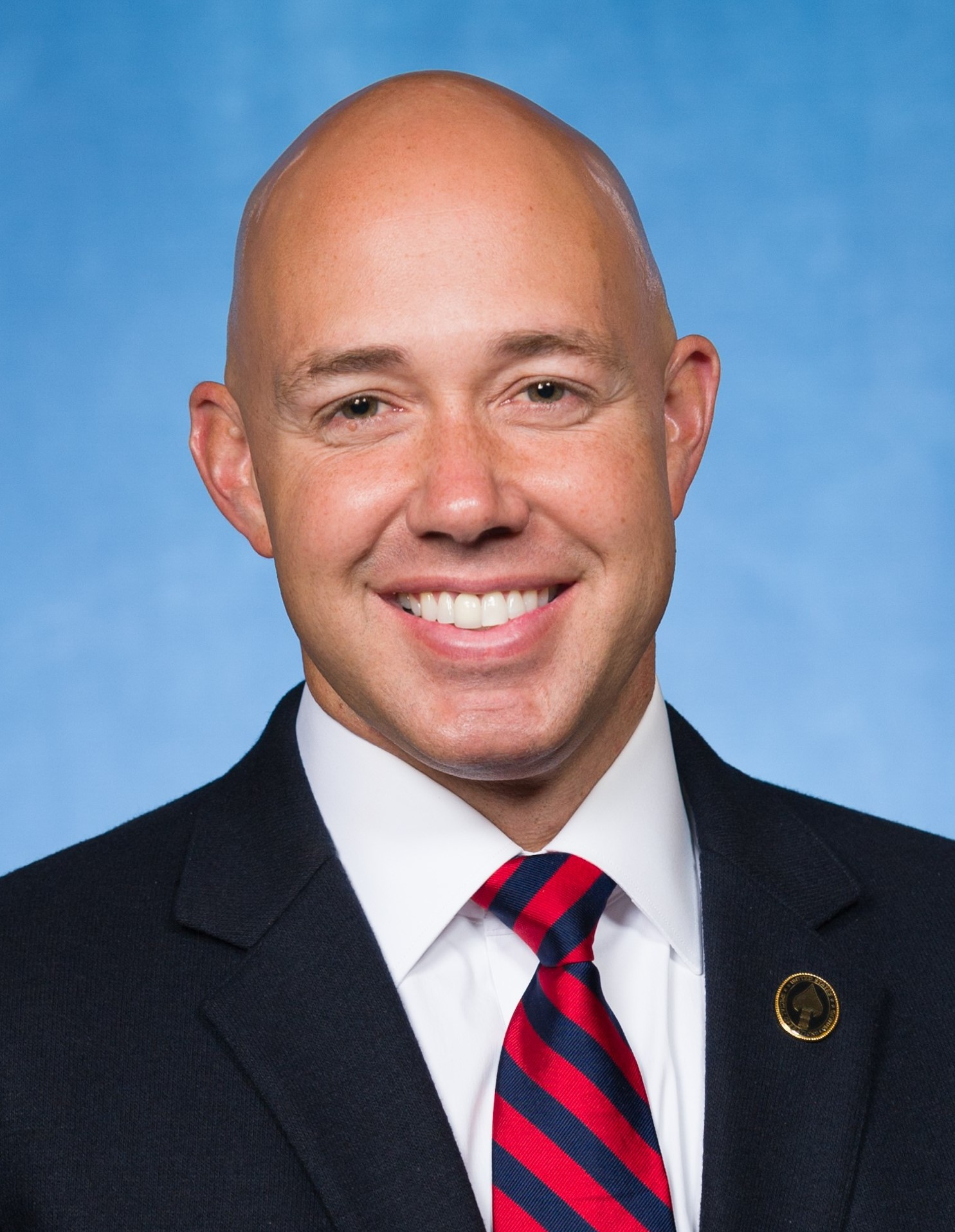
Brian Mast, derzeitiger Vertreter des 21. Kongresswahlbezirks von Florida

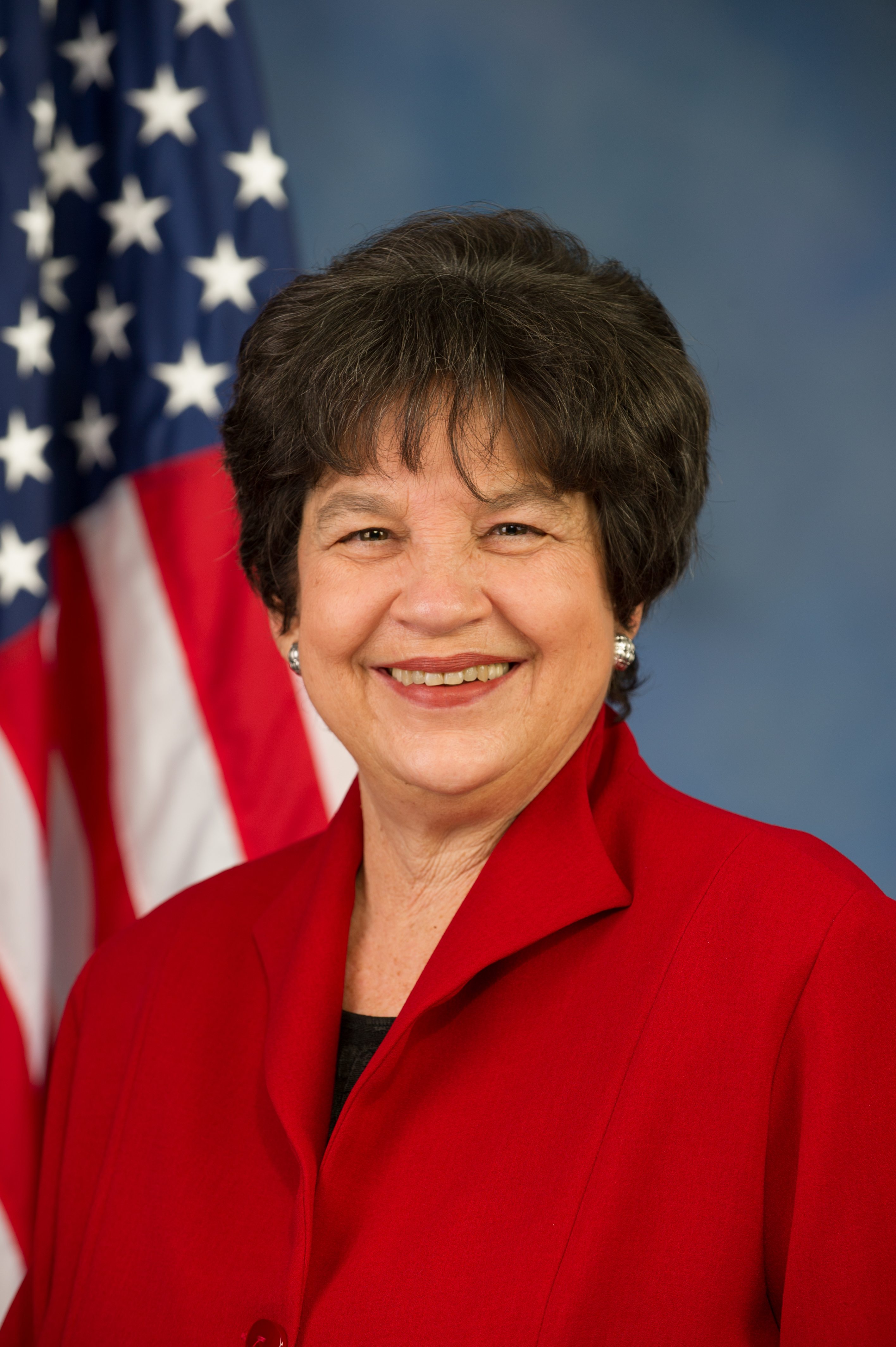
Lois Frankel, derzeitige Vertreterin des 22. Kongresswahlbezirks von Florida

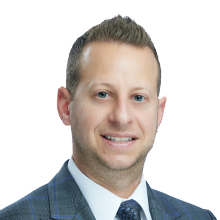
Jared Moskowitz, derzeitiger Vertreter des 23. Kongresswahlbezirks von Florida

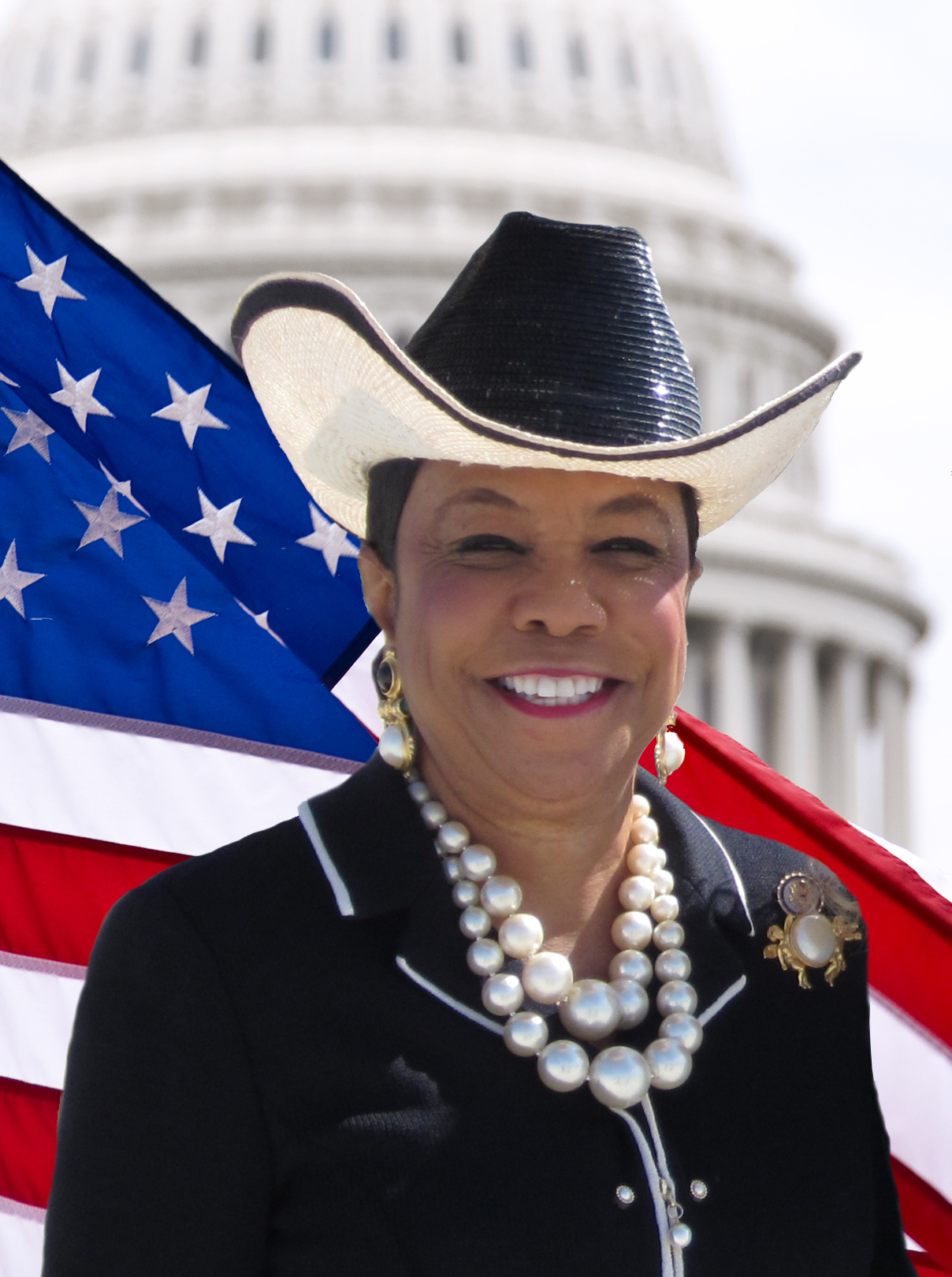
Frederica Wilson, derzeitige Vertreterin des 24. Kongresswahlbezirks von Florida

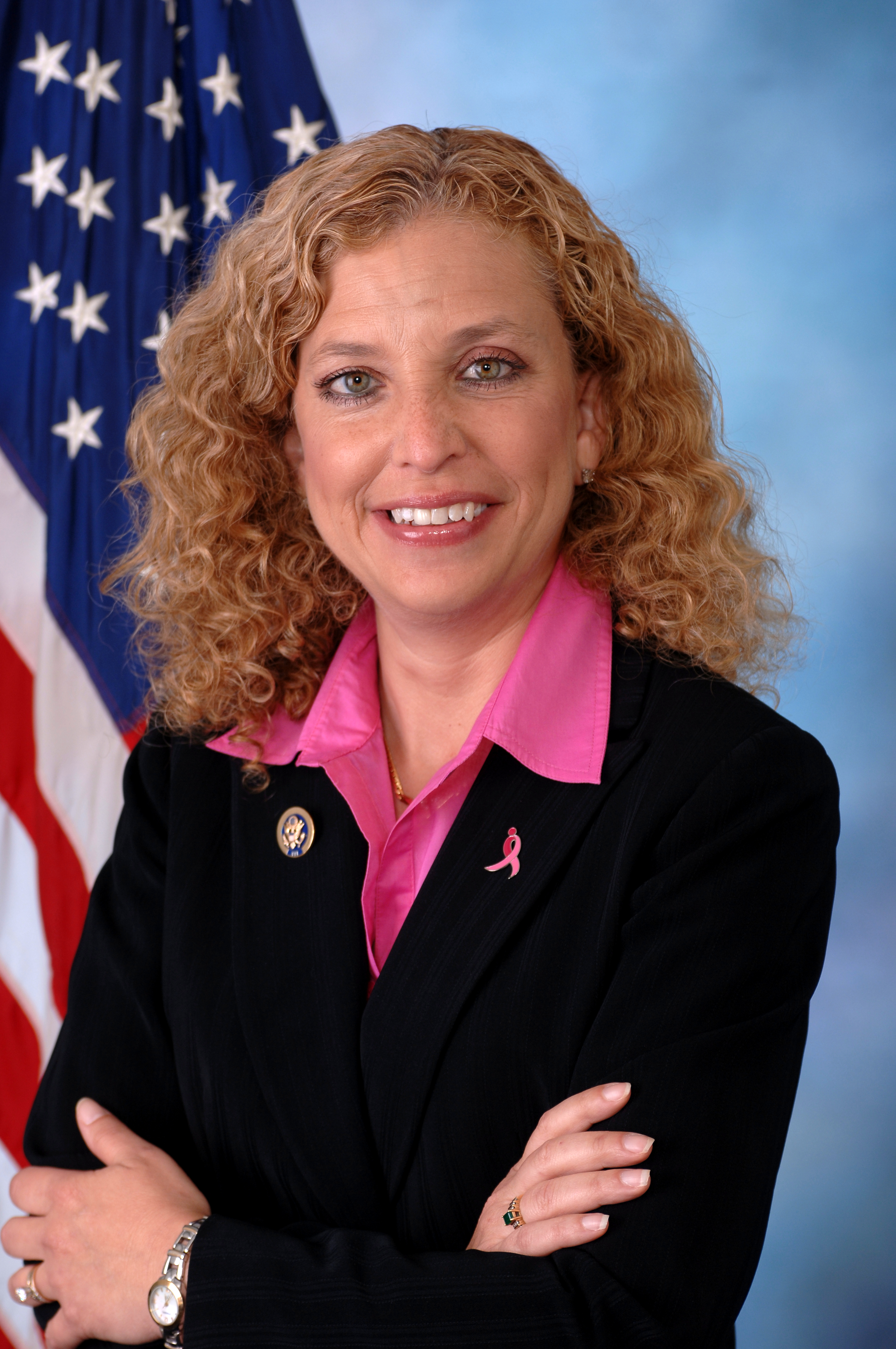
Debbie Wasserman Schult, derzeitige Vertreterin des 25. Kongresswahlbezirks von Florida

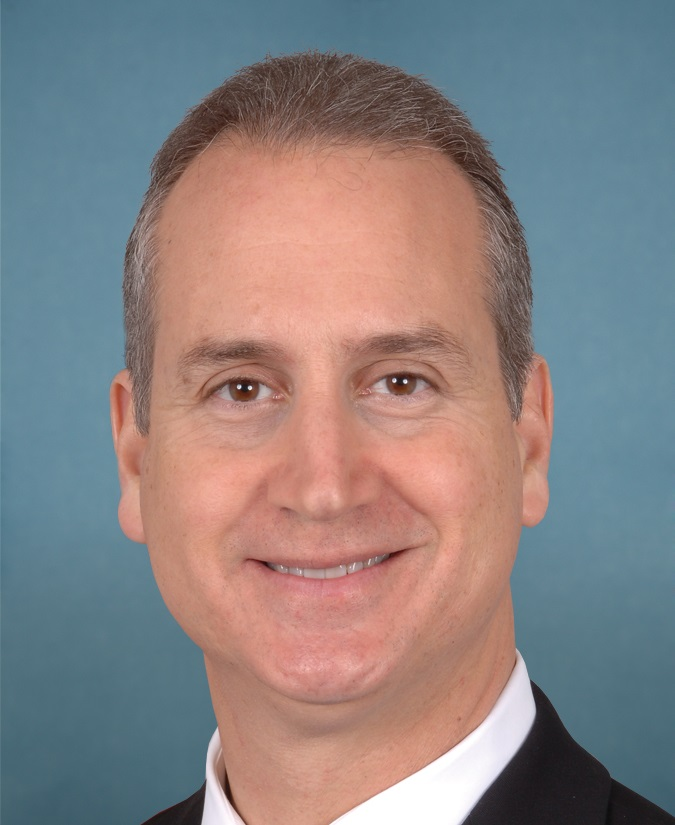
Mario Diaz-Balart, derzeitiger Vertreter des 26. Kongresswahlbezirks von Florida

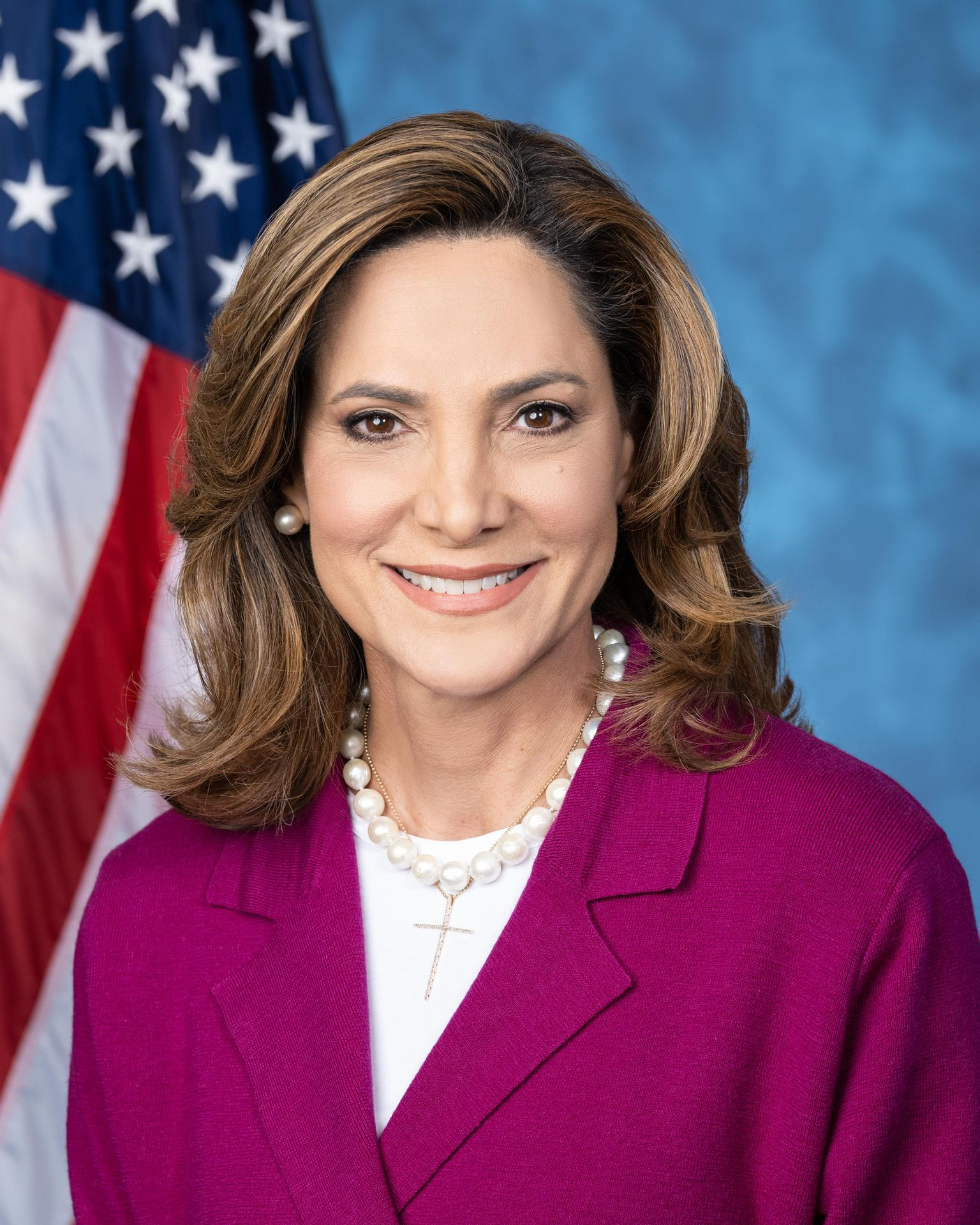
Maria Elvira Salazar, derzeitige Vertreterin des 27. Kongresswahlbezirks von Florida

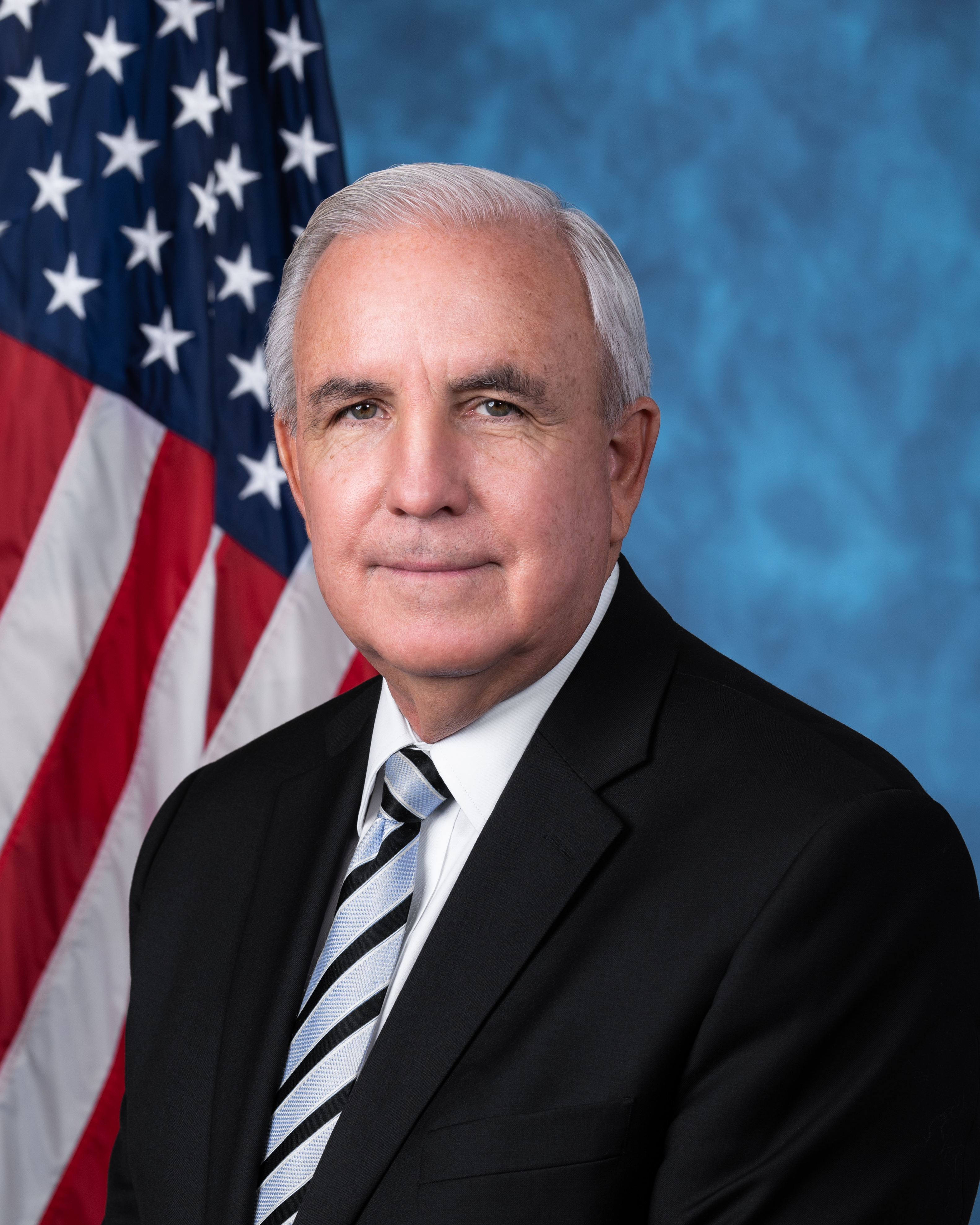
Carlos A. Giménez, derzeitiger Vertreter des 28. Kongresswahlbezirks von Florida

Diese Liste führt alle Politiker auf, die seit 1822 für das Florida-Territorium und später für den Bundesstaat Florida dem Repräsentantenhaus der Vereinigten Staaten angehört haben. Florida stellte anfangs über viele Jahre nur einen Abgeordneten in Washington, ehe sich deren Anzahl kontinuierlich steigerte. 1963 gewann der Staat beispielsweise vier Mandate hinzu und verfügte nunmehr über zwölf Abgeordnete. Bedingt durch den anhaltenden Bevölkerungszuwachs beträgt die Anzahl der Abgeordneten aus Florida mittlerweile 27. 2013 wurden die beiden bisher letzten neuen Wahlbezirke geschaffen. Diese wurden bei fast allen Wahlen genutzt; lediglich 1873 erfolgte für beide Sitze eine staatsweite Wahl („at large“). Jeweils ein zusätzliches At-large-Mandat wurde 1933, 1935 und 1943 vergeben. Von 1861 bis 1868 blieben die Sitze des Staates nach der Sezession Floridas unbesetzt.

## Delegierte des Florida-Territoriums (1822–1845)
| Name                    | Amtszeit                          | Partei    |
| ----------------------- | --------------------------------- | --------- |
| Joseph Marion Hernández | 30. September 1822 – 3. März 1823 | parteilos |
| Richard Keith Call      | 4. März 1823 – 3. März 1825       | parteilos |
| Joseph M. White         | 4. März 1825 – 3. März 1837       | parteilos |
| Charles Downing         | 4. März 1837 – 3. März 1841       | parteilos |
| David Levy Yulee        | 4. März 1841 – 3. März 1845       | Demokrat  |

## 1. Sitz (seit 1845)
| Name                              | Amtszeit                             | Partei       |
| --------------------------------- | ------------------------------------ | ------------ |
| Edward Carrington Cabell          | 6. Oktober 1845 – 24. Januar 1846    | Whig         |
| William Henry Brockenbrough       | 24. Januar 1846 – 3. März 1847       | Demokrat     |
| Edward Carrington Cabell          | 4. März 1847 – 3. März 1853          | Whig         |
| Augustus Emmett Maxwell           | 4. März 1853 – 3. März 1857          | Demokrat     |
| George Sydney Hawkins             | 4. März 1857 – 21. Januar 1861       | Demokrat     |
| Charles Memorial Hamilton         | 1. Juli 1868 – 3. März 1871          | Republikaner |
| Josiah Thomas Walls               | 4. März 1871 – 29. Januar 1873       | Republikaner |
| Silas Leslie Niblack              | 29. Januar 1873 – 3. März 1873       | Demokrat     |
| William James Purman              | 4. März 1873 – 3. März 1877          | Republikaner |
| Horatio Bisbee                    | 4. März 1877 – 20. Februar 1879      | Republikaner |
| Jesse Johnson Finley              | 20. Februar 1879 – 3. März 1879      | Demokrat     |
| Robert Hamilton McWhorta Davidson | 4. März 1879 – 3. März 1891          | Demokrat     |
| Stephen Russell Mallory Jr.       | 4. März 1891 – 3. März 1895          | Demokrat     |
| Stephen Milancthon Sparkman       | 4. März 1895 – 3. März 1917          | Demokrat     |
| Herbert Jackson Drane             | 4. März 1917 – 3. März 1933          | Demokrat     |
| James Hardin Peterson             | 4. März 1933 – 3. Januar 1951        | Demokrat     |
| Chester Bartow McMullen           | 3. Januar 1951 – 3. Januar 1953      | Demokrat     |
| Courtney Warren Campbell          | 3. Januar 1953 – 3. Januar 1955      | Demokrat     |
| William Cato Cramer               | 3. Januar 1955 – 3. Januar 1963      | Republikaner |
| Robert Lee Fulton Sikes           | 3. Januar 1963 – 3. Januar 1979      | Demokrat     |
| Earl Dewitt Hutto                 | 3. Januar 1979 – 3. Januar 1995      | Demokrat     |
| Charles Joseph Scarborough        | 3. Januar 1995 – 5. September 2001   | Republikaner |
| vakant                            | 5. September 2001 – 16. Oktober 2001 |              |
| Jefferson B. Miller               | 16. Oktober 2001 – 3. Januar 2017    | Republikaner |
| Matthew Louis Gaetz               | 3. Januar 2017 – 13. November 2024   | Republikaner |
| vakant                            | 14. November 2024 – 1. April 2025    |              |
| Jimmy Theo Patronis               | 2. April 2025 –                      | Republikaner |

## 2. Sitz (seit 1873)
| Name                              | Amtszeit                        | Partei       |
| --------------------------------- | ------------------------------- | ------------ |
| Josiah Thomas Walls               | 4. März 1873 – 19. April 1876   | Republikaner |
| Jesse Johnson Finley              | 19. April 1876 – 3. März 1877   | Demokrat     |
| Robert Hamilton McWhorta Davidson | 4. März 1877 – 3. März 1879     | Demokrat     |
| Noble Andrew Hull                 | 4. März 1879 – 22. Januar 1881  | Demokrat     |
| Horatio Bisbee                    | 22. Januar 1881 – 3. März 1881  | Republikaner |
| Jesse Johnson Finley              | 4. März 1881 – 1. Juni 1882     | Demokrat     |
| Horatio Bisbee                    | 1. Juni 1882 – 3. März 1885     | Republikaner |
| Charles Dougherty                 | 4. März 1885 – 3. März 1889     | Demokrat     |
| Robert Bullock                    | 4. März 1889 – 3. März 1893     | Demokrat     |
| Charles Merian Cooper             | 4. März 1893 – 3. März 1897     | Demokrat     |
| Robert Wyche Davis                | 4. März 1897 – 3. März 1905     | Demokrat     |
| Frank Clark                       | 4. März 1905 – 3. März 1925     | Demokrat     |
| Robert Alexis Green               | 4. März 1925 – 3. Januar 1943   | Demokrat     |
| Emory Hilliard Price              | 3. Januar 1943 – 3. Januar 1949 | Demokrat     |
| Charles Edward Bennett            | 3. Januar 1949 – 3. Januar 1967 | Demokrat     |
| Don Fuqua                         | 3. Januar 1967 – 3. Januar 1987 | Demokrat     |
| James William Grant               | 3. Januar 1987 – 3. Januar 1991 | Demokrat     |
| Douglas Brian Peterson            | 3. Januar 1991 – 3. Januar 1997 | Demokrat     |
| F. Allen Boyd                     | 3. Januar 1997 – 3. Januar 2011 | Demokrat     |
| William Steve Southerland         | 3. Januar 2011 – 3. Januar 2015 | Republikaner |
| Gwen Graham                       | 3. Januar 2015 – 3. Januar 2017 | Demokrat     |
| Neal Patrick Dunn                 | seit 3. Januar 2017             | Republikaner |

## 3. Sitz (seit 1903)
| Name                      | Amtszeit                          | Partei       |
| ------------------------- | --------------------------------- | ------------ |
| William Bailey Lamar      | 4. März 1903 – 3. März 1909       | Demokrat     |
| Dannite Hill Mays         | 4. März 1909 – 3. März 1913       | Demokrat     |
| Emmett Wilson             | 4. März 1913 – 3. März 1917       | Demokrat     |
| James Walter Kehoe        | 4. März 1917 – 3. März 1919       | Demokrat     |
| John Harris Smithwick     | 4. März 1919 – 3. März 1927       | Demokrat     |
| Thomas Alva Yon           | 4. März 1927 – 3. März 1933       | Demokrat     |
| Millard Fillmore Caldwell | 4. März 1933 – 3. Januar 1941     | Demokrat     |
| Robert Lee Fulton Sikes   | 3. Januar 1941 – 19. Oktober 1944 | Demokrat     |
| vakant                    | 19. Oktober 1944 – 3. Januar 1945 |              |
| Robert Lee Fulton Sikes   | 3. Januar 1945 – 3. Januar 1963   | Demokrat     |
| Claude Denson Pepper      | 3. Januar 1963 – 3. März 1967     | Demokrat     |
| Charles Edward Bennett    | 3. Januar 1967 – 3. Januar 1993   | Demokrat     |
| Corrine Brown             | 3. Januar 1993 – 3. Januar 2013   | Demokrat     |
| Theodore Scott Yoho       | 3. Januar 2013 – 3. Januar 2021   | Republikaner |
| Kathryn Cammack           | seit 3. Januar 2021               | Republikaner |

## 4. Sitz (seit 1913)
| Name                      | Amtszeit                        | Partei       |
| ------------------------- | ------------------------------- | ------------ |
| Claude L’Engle            | 4. März 1913 – 3. März 1915     | Demokrat     |
| William Joseph Sears      | 4. März 1915 – 3. März 1929     | Demokrat     |
| Ruth Bryan Owen           | 4. März 1929 – 3. März 1933     | Demokrat     |
| James Mark Wilcox         | 4. März 1933 – 3. Januar 1939   | Demokrat     |
| Pat Cannon                | 3. Januar 1939 – 3. Januar 1947 | Demokrat     |
| George Armistead Smathers | 3. Januar 1947 – 3. März 1951   | Demokrat     |
| William Courtland Lantaff | 3. Januar 1951 – 3. Januar 1955 | Demokrat     |
| Dante Bruno Fascell       | 3. Januar 1955 – 3. Januar 1967 | Demokrat     |
| Albert Sydney Herlong     | 3. Januar 1967 – 3. Januar 1969 | Demokrat     |
| William Venroe Chappell   | 3. Januar 1969 – 3. Januar 1989 | Demokrat     |
| Craig T. James            | 3. Januar 1989 – 3. Januar 1993 | Republikaner |
| Tillie Kidd Fowler        | 3. Januar 1993 – 3. Januar 2001 | Republikaner |
| Ander Crenshaw            | 3. Januar 2001 – 3. Januar 2017 | Republikaner |
| John Henry Rutherford     | 3. Januar 2017 – 3. Januar 2023 | Republikaner |
| Aaron Paul Bean           | seit 3. Januar 2023             | Republikaner |

## 5. Sitz (seit 1933)
| Name                    | Amtszeit                        | Partei       |
| ----------------------- | ------------------------------- | ------------ |
| William Joseph Sears    | 4. März 1933 – 3. Januar 1937   | Demokrat     |
| Joseph Edward Hendricks | 3. Januar 1937 – 3. Januar 1949 | Demokrat     |
| Albert Sydney Herlong   | 3. Januar 1949 – 3. Januar 1967 | Demokrat     |
| Edward John Gurney      | 3. Januar 1967 – 3. Januar 1969 | Republikaner |
| Louis Frey              | 3. Januar 1969 – 3. Januar 1973 | Republikaner |
| William Dawson Gunter   | 3. Januar 1973 – 3. Januar 1975 | Demokrat     |
| Richard Kelly           | 3. Januar 1975 – 3. Januar 1981 | Republikaner |
| Ira William McCollum    | 3. Januar 1981 – 3. Januar 1993 | Republikaner |
| Karen L. Thurman        | 3. Januar 1993 – 3. Januar 2003 | Demokrat     |
| Virginia Brown-Waite    | 3. Januar 2003 – 3. Januar 2011 | Republikaner |
| Richard B. Nugent       | 3. Januar 2011 – 3. Januar 2013 | Republikaner |
| Corrine Brown           | 3. Januar 2013 – 3. Januar 2017 | Demokrat     |
| Alfred James Lawson Jr. | 3. Januar 2017 – 3. Januar 2023 | Demokrat     |
| John Henry Rutherford   | seit 3. Januar 2023             | Republikaner |

## 6. Sitz (seit 1943)
| Name                      | Amtszeit                              | Partei       |
| ------------------------- | ------------------------------------- | ------------ |
| Robert Alexis Green       | 3. Januar 1943 – 25. November 1944    | Demokrat     |
| Dwight Laing Rogers       | 3. Januar 1945 – 1. Dezember 1954     | Demokrat     |
| vakant                    | 1. Dezember 1954 – 3. Januar 1955     |              |
| Paul Grant Rogers         | 3. Januar 1955 – 3. Januar 1967       | Demokrat     |
| Sam Melville Gibbons      | 3. Januar 1967 – 3. Januar 1973       | Demokrat     |
| Charles William Young     | 3. Januar 1973 – 3. Januar 1983       | Republikaner |
| Kenneth Hood MacKay       | 3. Januar 1983 – 3. Januar 1989       | Demokrat     |
| Clifford Bundy Stearns    | 3. Januar 1989 – 3. Januar 2013       | Republikaner |
| Ron DeSantis              | 3. Januar 2013 – 10. September 2018   | Republikaner |
| vakant                    | 10. September 2018 – 3. Januar 2019   |              |
| Michael George Glen Waltz | seit 3. Januar 2019 – 20. Januar 2025 | Republikaner |
| vakant                    | 21. Januar 2025 – 1. April 2025       |              |
| Randall „Randy“ Adam Fine | seit 2. April 2025                    | Republikaner |

## 7. Sitz (seit 1953)
| Name                  | Amtszeit                        | Partei       |
| --------------------- | ------------------------------- | ------------ |
| James Andrew Haley    | 3. Januar 1953 – 3. Januar 1973 | Demokrat     |
| Sam Melville Gibbons  | 3. Januar 1973 – 3. Januar 1993 | Demokrat     |
| John L. Mica          | 3. Januar 1993 – 3. Januar 2017 | Republikaner |
| Stephanie Ngọc Murphy | 3. Januar 2017 – 3. Januar 2023 | Demokrat     |
| Cory Mills            | seit 3. Januar 2023             | Republikaner |

## 8. Sitz (seit 1953)
| Name                   | Amtszeit                        | Partei       |
| ---------------------- | ------------------------------- | ------------ |
| Donald Ray Matthews    | 3. Januar 1953 – 3. Januar 1967 | Demokrat     |
| William Cato Cramer    | 3. Januar 1967 – 3. Januar 1971 | Republikaner |
| Charles William Young  | 3. Januar 1971 – 3. Januar 1973 | Republikaner |
| James Andrew Haley     | 3. Januar 1973 – 3. Januar 1977 | Demokrat     |
| Andrew Poysell Ireland | 3. Januar 1977 – 3. Januar 1983 | Demokrat     |
| Charles William Young  | 3. Januar 1983 – 3. Januar 1993 | Republikaner |
| Ira William McCollum   | 3. Januar 1993 – 3. Januar 2001 | Republikaner |
| Richard Keller         | 3. Januar 2001 – 3. Januar 2009 | Republikaner |
| Alan Mark Grayson      | 3. Januar 2009 – 3. Januar 2011 | Demokrat     |
| Daniel Alan Webster    | 3. Januar 2011 – 3. Januar 2013 | Republikaner |
| William Joseph Posey   | seit 3. Januar 2013             | Republikaner |

## 9. Sitz (seit 1963)
| Name                    | Amtszeit                        | Partei       |
| ----------------------- | ------------------------------- | ------------ |
| Don Fuqua               | 3. Januar 1963 – 3. Januar 1967 | Demokrat     |
| Paul Grant Rogers       | 3. Januar 1967 – 3. Januar 1973 | Demokrat     |
| Louis Frey              | 3. Januar 1973 – 3. Januar 1979 | Republikaner |
| Clarence William Nelson | 3. Januar 1979 – 3. Januar 1983 | Demokrat     |
| Michael Bilirakis       | 3. Januar 1983 – 3. Januar 2007 | Republikaner |
| Gus Michael Bilirakis   | 3. Januar 2007 – 3. Januar 2013 | Republikaner |
| Alan Mark Grayson       | 3. Januar 2013 – 3. Januar 2017 | Demokrat     |
| Darren Michael Soto     | seit 3. Januar 2017             | Demokrat     |

## 10. Sitz (seit 1963)
| Name                    | Amtszeit                        | Partei       |
| ----------------------- | ------------------------------- | ------------ |
| Sam Melville Gibbons    | 3. Januar 1963 – 3. Januar 1967 | Demokrat     |
| J. Herbert Burke        | 3. Januar 1967 – 3. Januar 1973 | Republikaner |
| Louis Arthur Bafalis    | 3. Januar 1973 – 3. Januar 1983 | Republikaner |
| Andrew Poysell Ireland  | 3. Januar 1983 – 3. Januar 1993 | Demokrat     |
| Charles William Young   | 3. Januar 1993 – 3. Januar 2013 | Republikaner |
| Daniel Alan Webster     | 3. Januar 2013 – 3. Januar 2017 | Republikaner |
| Valdez Venita Demings   | 3. Januar 2017 – 3. Januar 2023 | Demokrat     |
| Maxwell Alejandro Frost | seit 3. Januar 2023             | Demokrat     |

## 11. Sitz (seit 1963)
| Name                    | Amtszeit                        | Partei       |
| ----------------------- | ------------------------------- | ------------ |
| Edward John Gurney      | 3. Januar 1963 – 3. Januar 1967 | Republikaner |
| Claude Denson Pepper    | 3. Januar 1967 – 3. Januar 1973 | Demokrat     |
| Paul Grant Rogers       | 3. Januar 1973 – 3. Januar 1979 | Demokrat     |
| Daniel Andrew Mica      | 3. Januar 1979 – 3. Januar 1983 | Demokrat     |
| Clarence William Nelson | 3. Januar 1983 – 3. Januar 1991 | Demokrat     |
| James Bacchus           | 3. Januar 1991 – 3. Januar 1993 | Demokrat     |
| Sam Melville Gibbons    | 3. Januar 1993 – 3. Januar 1997 | Demokrat     |
| James Oscar Davis       | 3. Januar 1997 – 3. Januar 2007 | Demokrat     |
| Katherine Anne Castor   | 3. Januar 2007 – 3. Januar 2013 | Demokrat     |
| Richard B. Nugent       | 3. Januar 2013 – 3. Januar 2017 | Republikaner |
| Daniel Alan Webster     | seit 3. Januar 2017             | Republikaner |

## 12. Sitz (seit 1963)
| Name                    | Amtszeit                        | Partei       |
| ----------------------- | ------------------------------- | ------------ |
| William Cato Cramer     | 3. Januar 1963 – 3. Januar 1967 | Republikaner |
| Dante Bruno Fascell     | 3. Januar 1967 – 3. Januar 1973 | Demokrat     |
| J. Herbert Burke        | 3. Januar 1973 – 3. Januar 1979 | Republikaner |
| Edward John Stack       | 3. Januar 1979 – 3. Januar 1981 | Demokrat     |
| Eugene Clay Shaw        | 3. Januar 1981 – 3. Januar 1983 | Republikaner |
| Thomas F. Lewis         | 3. Januar 1983 – 3. Januar 1993 | Republikaner |
| Charles Terrance Canady | 3. Januar 1993 – 3. Januar 2001 | Republikaner |
| Adam H. Putnam          | 3. Januar 2001 – 3. Januar 2011 | Republikaner |
| Dennis Alan Ross        | 3. Januar 2011 – 3. Januar 2013 | Republikaner |
| Gus Michael Bilirakis   | seit 3. Januar 2013             | Republikaner |

## 13. Sitz (seit 1973)
| Name                     | Amtszeit                              | Partei       |
| ------------------------ | ------------------------------------- | ------------ |
| William Lehman           | 3. Januar 1973 – 3. Januar 1983       | Demokrat     |
| Connie Mack III          | 3. Januar 1983 – 3. Januar 1989       | Republikaner |
| Porter Johnston Goss     | 3. Januar 1989 – 3. Januar 1993       | Republikaner |
| Daniel Miller            | 3. Januar 1993 – 3. Januar 2003       | Republikaner |
| Katherine Harris         | 3. Januar 2003 – 3. Januar 2007       | Republikaner |
| Vernon Gale Buchanan     | 3. Januar 2007 – 3. Januar 2013       | Republikaner |
| Charles William Young    | 3. Januar 2013 – 18. Oktober 2013     | Republikaner |
| vakant                   | 18. Oktober 2013 – 13. März 2014      |              |
| David W. Jolly           | 13. März 2014 – 3. Januar 2017        | Republikaner |
| Charles Joseph Crist Jr. | seit 3. Januar 2017 – 31. August 2022 | Demokrat     |
| vakant                   | 31. August 2022 – 3. Januar 2023      |              |
| Anna Paulina Luna        | seit 3. Januar 2023                   | Republikaner |

## 14. Sitz (seit 1973)
| Name                             | Amtszeit                            | Partei       |
| -------------------------------- | ----------------------------------- | ------------ |
| Claude Denson Pepper             | 3. Januar 1973 – 3. Januar 1983     | Demokrat     |
| Daniel Andrew Mica               | 3. Januar 1983 – 3. Januar 1989     | Demokrat     |
| Harry A. Johnston                | 3. Januar 1989 – 3. Januar 1995     | Demokrat     |
| Porter Johnston Goss             | 3. Januar 1993 – 23. September 2004 | Republikaner |
| vakant                           | 23. September 2004 – 3. Januar 2005 |              |
| Cornelius Harvey McGillicuddy IV | 3. Januar 2005 – 3. Januar 2013     | Republikaner |
| Katherine Anne Castor            | seit 3. Januar 2013                 | Demokrat     |

## 15. Sitz (seit 1973)
| Name                    | Amtszeit                        | Partei       |
| ----------------------- | ------------------------------- | ------------ |
| Dante Bruno Fascell     | 3. Januar 1973 – 3. Januar 1983 | Demokrat     |
| Eugene Clay Shaw        | 3. Januar 1983 – 3. Januar 1993 | Republikaner |
| James Bacchus           | 3. Januar 1993 – 3. Januar 1995 | Demokrat     |
| David Joseph Weldon     | 3. Januar 1995 – 3. Januar 2009 | Republikaner |
| William Posey           | 3. Januar 2009 – 3. Januar 2013 | Republikaner |
| Dennis Alan Ross        | 3. Januar 2013 – 3. Januar 2019 | Republikaner |
| Vincent Ross Spano      | 3. Januar 2019 – 3. Januar 2021 | Republikaner |
| Clifford Scott Franklin | 3. Januar 2021 – 3. Januar 2023 | Republikaner |
| Laurel Frances Lee      | seit 3. Januar 2023             | Republikaner |

## 16. Sitz (seit 1983)
| Name                   | Amtszeit                            | Partei       |
| ---------------------- | ----------------------------------- | ------------ |
| Lawrence Jack Smith    | 3. Januar 1983 – 3. Januar 1993     | Demokrat     |
| Thomas F. Lewis        | 3. Januar 1993 – 3. Januar 1995     | Republikaner |
| Mark Adam Foley        | 3. Januar 1995 – 29. September 2006 | Republikaner |
| vakant                 | 29. September 2006 – 3. Januar 2007 |              |
| Timothy Edward Mahoney | 3. Januar 2007 – 3. Januar 2009     | Demokrat     |
| Thomas J. Rooney       | 3. Januar 2009 – 3. Januar 2013     | Republikaner |
| Vernon Gale Buchanan   | seit 3. Januar 2013                 | Republikaner |

## 17. Sitz (seit 1983)
| Name                   | Amtszeit                        | Partei       |
| ---------------------- | ------------------------------- | ------------ |
| William Lehman         | 3. Januar 1983 – 3. Januar 1993 | Demokrat     |
| Carrie P. Meek         | 3. Januar 1993 – 3. Januar 2003 | Demokrat     |
| Kendrick Brett Meek    | 3. Januar 2003 – 3. Januar 2011 | Demokrat     |
| Frederica Wilson       | 3. Januar 2011 – 3. Januar 2013 | Demokrat     |
| Thomas Joseph Rooney   | 3. Januar 2013 – 3. Januar 2019 | Republikaner |
| William Gregory Steube | seit 3. Januar 2019             | Republikaner |

## 18. Sitz (seit 1983)
| Name                    | Amtszeit                           | Partei       |
| ----------------------- | ---------------------------------- | ------------ |
| Claude Denson Pepper    | 3. Januar 1983 – 30. Mai 1989      | Demokrat     |
| vakant                  | 30. Mai 1989 – 7. September 1989   |              |
| Ileana Ros-Lehtinen     | 7. September 1989 – 3. Januar 2013 | Republikaner |
| Patrick Erin Murphy     | 3. Januar 2013 – 3. Januar 2017    | Demokrat     |
| Brian Jeffery Mast      | 3. Januar 2017 – 3. Januar 2023    | Republikaner |
| Clifford Scott Franklin | seit 3. Januar 2023                | Republikaner |

## 19. Sitz (seit 1983)
| Name                        | Amtszeit                         | Partei       |
| --------------------------- | -------------------------------- | ------------ |
| Dante Bruno Fascell         | 3. Januar 1983 – 3. Januar 1993  | Demokrat     |
| Harry A. Johnston           | 3. Januar 1993 – 3. Januar 1997  | Demokrat     |
| Robert Wexler               | 3. Januar 1997 – 3. Januar 2010  | Demokrat     |
| vakant                      | 3. Januar 2010 – 13. April 2010  |              |
| Theodore Eliot Deutch       | 13. April 2010 – 3. Januar 2013  | Demokrat     |
| Henry Jude Radel III        | 3. Januar 2013 – 27. Januar 2014 | Republikaner |
| vakant                      | 27. Januar 2014 – 25. Juni 2014  |              |
| Curtis J. Clawson           | 25. Juni 2014 – 3. Januar 2017   | Republikaner |
| Laurence Francis Rooney III | 3. Januar 2017 – 3. Januar 2021  | Republikaner |
| Byron Lowell Donalds        | seit 3. Januar 2021              | Republikaner |

## 20. Sitz (seit 1993)
| Name                       | Amtszeit                        | Partei   |
| -------------------------- | ------------------------------- | -------- |
| Peter R. Deutsch           | 3. Januar 1993 – 3. Januar 2005 | Demokrat |
| Deborah Wasserman Schultz  | 3. Januar 2005 – 3. Januar 2013 | Demokrat |
| Alcee Lamar Hastings       | 3. Januar 2013 – 6. April 2021  | Demokrat |
| vakant                     | 6. April 2021 – 18. Januar 2022 |          |
| Sheila Cherfilus-McCormick | seit 18. Januar 2022            | Demokrat |

## 21. Sitz (seit 1993)
| Name                       | Amtszeit                        | Partei       |
| -------------------------- | ------------------------------- | ------------ |
| Lincoln Rafael Diaz-Balart | 3. Januar 1993 – 3. Januar 2011 | Republikaner |
| Mario Rafael Diaz-Balart   | 3. Januar 2011 – 3. Januar 2013 | Republikaner |
| Theodore Eliot Deutch      | 3. Januar 2013 – 3. Januar 2017 | Demokrat     |
| Lois Jane Frankel          | 3. Januar 2013 – 3. Januar 2023 | Demokrat     |
| Brian Jeffery Mast         | seit 3. Januar 2023             | Republikaner |

## 22. Sitz (seit 1993)
| Name                  | Amtszeit                            | Partei       |
| --------------------- | ----------------------------------- | ------------ |
| Eugene Clay Shaw      | 3. Januar 1993 – 3. Januar 2007     | Republikaner |
| Ronald Jason Klein    | 3. Januar 2007 – 3. Januar 2011     | Demokrat     |
| Allen Bernard West    | 3. Januar 2011 – 3. Januar 2013     | Republikaner |
| Lois Jane Frankel     | 3. Januar 2013 – 3. Januar 2017     | Demokrat     |
| Theodore Eliot Deutch | 3. Januar 2017 – 30. September 2022 | Demokrat     |
| vakant                | 30. September 2022 – 3. Januar 2023 |              |
| Lois Jane Frankel     | seit 3. Januar 2023                 | Demokrat     |

## 23. Sitz (seit 1993)
| Name                      | Amtszeit                        | Partei   |
| ------------------------- | ------------------------------- | -------- |
| Alcee Lamar Hastings      | 3. Januar 1993 – 3. Januar 2013 | Demokrat |
| Deborah Wasserman Schultz | 3. Januar 2013 – 3. Januar 2023 | Demokrat |
| Jared Evan Moskowitz      | seit 3. Januar 2023             | Demokrat |

## 24. Sitz (seit 2003)
| Name                   | Amtszeit                        | Partei       |
| ---------------------- | ------------------------------- | ------------ |
| Thomas Charles Feeney  | 3. Januar 2003 – 3. Januar 2009 | Republikaner |
| Suzanne M. Kosmas      | 3. Januar 2009 – 3. Januar 2011 | Demokrat     |
| Sandra Adams           | 3. Januar 2011 – 3. Januar 2013 | Republikaner |
| Frederica Smith Wilson | seit 3. Januar 2013             | Demokrat     |

## 25. Sitz (seit 2003)
| Name                      | Amtszeit                        | Partei       |
| ------------------------- | ------------------------------- | ------------ |
| Mario Rafael Diaz-Balart  | 3. Januar 2003 – 3. Januar 2011 | Republikaner |
| David Mauricio Rivera     | 3. Januar 2011 – 3. Januar 2013 | Republikaner |
| Mario Rafael Diaz-Balart  | 3. Januar 2013 – 3. Januar 2023 | Republikaner |
| Deborah Wasserman Schultz | seit 3. Januar 2023             | Demokrat     |

## 26. Sitz (seit 2013)
| Name                           | Amtszeit                        | Partei       |
| ------------------------------ | ------------------------------- | ------------ |
| Jose Antonio Garcia, Jr.       | 3. Januar 2013 – 3. Januar 2015 | Demokrat     |
| Carlos Curbelo                 | 3. Januar 2015 – 3. Januar 2019 | Republikaner |
| Debbie Jessika Mucarsel-Powell | 3. Januar 2019 – 3. Januar 2021 | Demokrat     |
| Carlos Antonio Giménez         | 3. Januar 2021 – 3. Januar 2023 | Republikaner |
| Mario Rafael Diaz-Balart       | seit 3. Januar 2023             | Republikaner |

## 27. Sitz (seit 2013)
| Name                 | Amtszeit                        | Partei       |
| -------------------- | ------------------------------- | ------------ |
| Ileana Ros-Lehtinen  | 3. Januar 2013 – 3. Januar 2019 | Republikaner |
| Donna Edna Shalala   | 3. Januar 2019 – 3. Januar 2021 | Demokrat     |
| Maria Elvira Salazar | seit 3. Januar 2021             | Republikaner |

## 28. Sitz (seit 2023)
| Name                   | Amtszeit            | Partei       |
| ---------------------- | ------------------- | ------------ |
| Carlos Antonio Giménez | seit 3. Januar 2021 | Republikaner |